# For All Moonkind
For All Moonkind, Inc. é uma organização internacional e não lucrativa totalmente voluntária que procura trabalhar com as Nações Unidas e a comunidade internacional para gerir a preservação do patrimônio histórico e cultural no espaço exterior. A organização acredita que os pontos de pouso lunares e os itens de missões espaciais são de grande valor para o público e está pressionando a ONU com o objetivo de criar regras que vão proteger os itens lunares e as áreas de patrimônio na Lua e outros corpos celestiais. A proteção é necessária já que muitas nações e empresas estão planejando retornar à Lua, e não é difícil imaginar o dano que um veículo autônomo ou um astronauta sem impedimentos—explorador, colonista ou turista—poderia causar a uma das áreas de pouso, seja de propósito ou por acidente.
Formada em 2017, a organização procura trabalhar com agências espaciais ao redor do mundo com o objetivo de escrever um plano de proteção que vai ser enviado ao Comitê das Nações Unidas para o Uso Pacífico do Espaço Exterior no verão de 2018. O objetivo é apresentar à comunidade internacional um programa que seja pré-combinado, para que eles não possam desistir. O esforço será modelado na United Nations Educational, Scientific and Cultural Organization's World Heritage Convention. Simonetta Di Pippo, Diretora atual do United Nations Office for Outer Space Affairs, reconheceu o trabalho do For All Moonkind e confirmou que UNOOSA apoia e facilita a cooperação internacional para os usos pacíficos do espaço exterior. Em novembro de 2017, o UNOOSA United Arab Emirates High Level Forum 2017 também reconheceu o trabalho do For All Moonkind e recomendou que a comunidade internacional deveria considerar proclamar que as que áreas no espaço exterior sejam consideradas patrimônio universal. E em janeiro de 2018, um rascunho da resolução sendo considerado pelo Subcomitê Científico e Técnico do Comitê das Nações Unidas para o Uso Pacífico do Espaço Exterior recomendou a criação de "um programa sobre patrimônios universais no espaço . . . com foco específico em lugares de relevância especial na Lua e outros corpos celestes."

Um dos primeiros passos humanos na Lua

For All Moonkind também está diretamente trabalhando com empresas particulares para preservar o patrimônio humano no espaço exterior. A empresa alemã PTScientists, que está planejando mandar um rover para revisitar a área de pouso da Apollo 17, foi a primeira empresa particular a fazer uma promessa pública de apoio à For All Moonkind. A empresa americana Astrobotic Technology, que está desenvolvendo tecnologias de robótica espacial para a Lua e outras missões planetárias, a indiana Team Indus, a multinacional Synergy Moon e a empresa de mineração de asteroides Planetary Resources também prometeram apoiar a proteção e preservação no patrimônio cultural humano no espaço exterior.
Em fevereiro de 2018, For All Moonkind foi nomeada a Top Ten Innovator in Space em 2018 "por galvanizar agências para preservarem os artefatos lunares."  Em maio de 2018, a organização anunciou que está se unindo com a TODAQ Financial com o objetivo de mapear os lugares com patrimônio humano na Lua usando blockchain. E em junho de 2018, o Comitê das Nações Unidas para o Uso Pacífico do Espaço Exterior recomendou que a Assembleia Geral das Nações Unidas garanta o Status de observador para For All Moonkind, numa base provisória, por um período de três anos, dependendo do status da aplicação para status consultivo com o Conselho Económico e Social das Nações Unidas.

## Patrimônio humano no espaço exterior
O patrimônio espacial tem sido definido como o aquele relacionado com o processo de realização da nossa ciência no espaço; patrimônio relacionado com os voos tripulados; e patrimônio cultural humano que se encontram fora da superfície do planeta Terra. O campo de arqueologia espacial é o estudo baseado em pesquisa de todos os variados itens humanos no espaço exterior. O patrimônio humano no espaço exterior incluem a área de pouso da Apollo 11 e as áreas de pouso robótico e tripulado que a precederam e seguiram. Isso também envolve todos os veículos do Programa Luna, incluindo as missões Luna 2 (primeiro objeto) e Luna 9 (primeiro pouso suave]], o Programa Surveyor e Yutu.
O patrimônio humano no espaço também incluem satélites como Vanguard 1 e Asterix-1 que, apesar de não estarem operacionais, continuam em órbita.

## História
A organização foi fundada por Michele e Tim Hanlon em 2017. Em fevereiro de 2018, For All Moonkind foi nomeada como Top Ten Innovator in Space "por galvanizar agências com o objetivo de preservarem os artefatos lunares."  Em maio de 2018, a organização anunciou que está se juntando com TODAQ Financial para mapear as áreas de patrimônio na Lua usando blockchain. Em em junho de 2018, o Comitê das Nações Unidas para o Uso Pacífico do Espaço Exterior recomendou que a Assembleia Geral das Nações Unidas garanta ao For All Moonkind o status de observador, numa base provisória, por um período de três anos, dependendo do status da aplicação para status consultivo com o Conselho Económico e Social das Nações Unidas.

## Conselhos de Liderança e Consultivos
For All Moonkind é um esforço completamente voluntário, com um Conselho de Liderança e três Consultivos. A equipe incluí advogados espaciais e formuladores de políticas, cientistas e especialistas técnicos – incluindo arqueólogos espaciais – e profissionais de comunicação ao redor do mundo.
Membros notáveis incluem:
- Dr. Ram Jakhu, ex-diretor do Instituto de Lei Aérea e Espacial da Universidade McGill
- Dr. Joseph Pelton, Diretor Emérito do Instituto de Pesquisa Espacial & Comunicação Avançada na Universidade George Washington
- Dr. David Kendall, ex-Presidente do Comitê das Nações Unidas para o Uso Pacífico do Espaço Exterior
- David A. Bell, membro do American Advertising Federation Hall of Fame
- Astronauta Cel. Mike Mullane, USAF, Aposentado
- Astronauta Cel. Robert C. Springer, USMC, Aposentado
- Historiador espacial norte-americano Robert Pearlman
- James R. Hansen, autor de First Man: The Life of Neil A. Armstrong, a biografia oficial de Neil Armstrong
- Derek Webber, um juiz oficial da competição Google Lunar XPRIZE
- Empreendedor espacial Rick Tumlinson
- Elina Morozova, membro do Conselho de Diretores do International Institute of Space Law
- Dr. Andrea Harrington, Diretora Associada do LL.M Program em Lei Aérea e Espacial na University of Mississippi School of Law
- Dr. Dale Stephens da Universidade de Adelaide
- Mr. Mohamed Amara, Conselheiro Geral para a United Arab Emirates Space Agency
- John Thornton, CEO do Astrobotic Technology
- Rahul Narayan, Fundador do TeamIndus
- Kevin Myrick, do Synergy Moon
- Empreendedor, capitalista de risco e autor, Nova Spivack
- Inventor e empreendedor, John Goscha
- Arqueologa Dr. Alice Gorman, da Universidade Flinders
- Arqueologas espaciais Dr. Beth Laura O'Leary da New Mexico State University e Dr. Lisa Westwood of California State University, Chico que são co-autoras, juntas com Wayne Donaldson, do recentemente publicado The Final Mission: Preserving NASA's Apollo Sites[19]
- Humaid Al-Shamsi, Conselheiro Legal do desenvolvimento do Dubai South
- Dr. Roy Balleste do St. Thomas University School of Law
- Gilles Doucet, anteriormente do Canadian Department of National Defence

- Este artigo foi inicialmente traduzido, total ou parcialmente, do artigo da Wikipédia em inglês cujo título é «For All Moonkind».